# Jack Judge
Jack Judge (Oldbury, 3 december 1872 - West Bromwich, 25 juli 1938) was een Engels componist en artiest. Hij is met name bekend door het schrijven van het lied "It's a long way to Tipperary". Judge werd in Engeland geboren en is zelf nooit in de Ierse plaats Tipperary geweest, de plaats waar zijn grootouders vandaan kwamen.
- Biblioteca Nacional de España: XX1570920
- Bibliothèque nationale de France: cb14109470b (data)
- Gemeinsame Normdatei: 1081271604
- International Standard Name Identifier: 0000 0000 7364 7498
- Library of Congress Control Number: n2001083055
- MusicBrainz: accf2e51-2f57-43ba-9636-b565146581dc
- Istituto Centrale per il Catalogo Unico: DDSV128774
- Trove: 1488751
- Virtual International Authority File: 24808512
- WorldCat: E39PBJwhBQv8mYBCc84m4Xj9jC